# Robert Andrzejuk

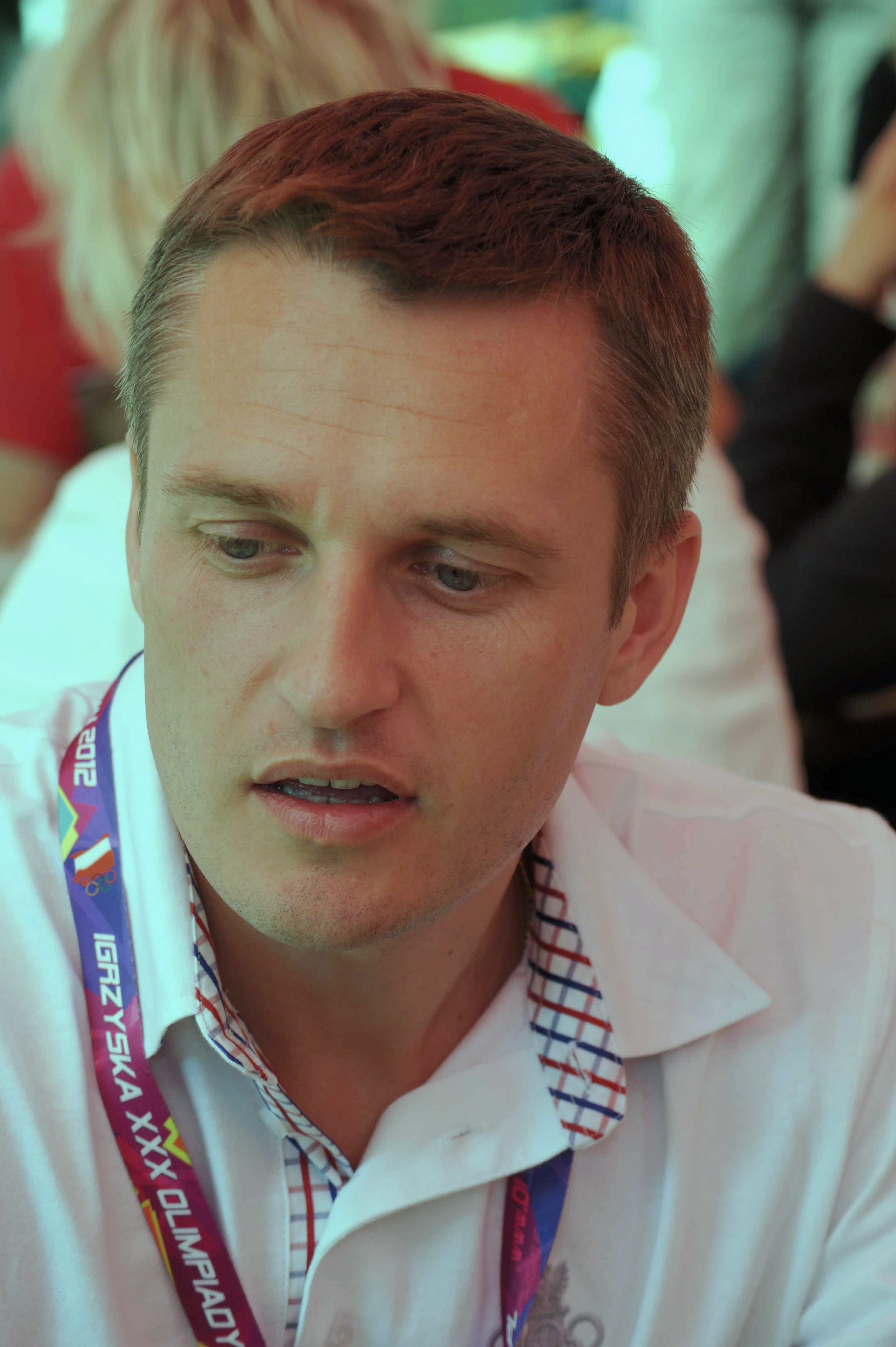
Robert Andrzejuk 2011

Robert Sebastian Andrzejuk (* 17. Juli 1975 in Breslau (Wrocław)) ist ein polnischer Degenfechter des Klubs AZS AWF Wrocław (2008). Im Finale der Olympischen Sommerspiele 2008 focht er zusammen mit Adam Wiercioch, Radosław Zawrotniak und Tomasz Motyka in der Degen-Mannschaft und holte die Silbermedaille. Er sagte, dass er auf diese Medaille 23 Jahre gewartet habe.
Seit dem 11. August 2008 ist Robert Andrzejuk mit Danuta Dmowska verheiratet.

## Erfolge
Nachfolgend die wichtigsten Erfolge von Robert Andrzejuk.
- Olympische Spiele
  - 2. Platz Degen Mannschaft (2008)

- Weltmeisterschaften 
  - 3. Platz Degen (1997)
  - 6. Platz Degen Mannschaft (2005)
  - 5. Platz Degen Mannschaft (2006)

- Europameisterschaften 
  - 1. Platz Degen Mannschaft (2005)
  - 2. Platz Degen Mannschaft (2004, 2006, 2007)
  - 3. Platz Degen (2004)
  - 4. Platz Degen Mannschaft (2000, 2008)
  - 6. Platz Degen (2007)
  - 8. Platz Degen (2000)

- Junioren-Europameisterschaften
  - 1. Platz Degen (1994)

- Polnische Meisterschaften 
  - 1. Platz Degen (1999, 2000)
  - 1. Platz Degen Mannschaft (2000, 2002, 2004, 2006)
  - 3. Platz Degen (2003)
  - 1. Platz Degen Mannschaft (2000, 2002, 2004, 2006)